# Lübben (Spreewald)
Lübben (Spreewald) (en bas sorabe : Lubin (Błóta) ; en français : Luben) est une ville dans le Land de Brandebourg, le chef-lieu de l'arrondissement de Dahme-Forêt-de-Spree. C'est également une station intégrée reconnue par l'État. 

## Géographie
La ville se trouve près de la rivière Sprée dans la région historique de Basse-Lusace, à une centaine de kilomètres au sud-est de Berlin. Elle est située au cœur de la zone d'établissement de la minorité slave des Sorabes (également appelés «  Wendes » ; en bas sorabe : Serby, «  Serbes »), peuplée par les peuples autochtones de langue sorabe depuis le Moyen Âge.

### Quartiers
En plus du centre-ville, le territoire communal comprend six localités :
- Hartmannsdorf (Hartmanojce)
- Lubolz (Lubolce)
- Neuendorf (Nowa Wjas)
- Radensdorf (Radom)
- Steinkirchen (Kamjena)
- Treppendorf (Rańchow)

### Communes limitrophes
| Schönwald Krausnick-Groß Wasserburg | Schlepzig                    | Märkische Heide    |
| Bersteland                          | Lübben (Spreewald)           | Neu Zauche         |
| Luckau                              | LübbenauRodolphe Ier de Saxe | Alt Zauche-Wußwerk |

## Histoire
Une place forte nommée urbs lubin est mentionné pour la première fois vers 1150. Le bourg obtint le privilège urbain selon le droit de Magdebourg dans les années 1210. Le développement de la ville a été favorisé par sa situation avantageuse dans la forêt de la Sprée (le Spreewald). Avec sa voisine Lübbenau, Lübben partage l'histoire de cette région forestière et marécageuse.
Au début du XIVe siècle, les domaines étaient détenus par l'abbaye de Dobrilugk ; en 1329, la ville a été acquise par le duc Rodolphe Ier de Saxe. À la suite d'un long conflit, la Basse-Lusace passe sous le règne de l'empereur Charles IV en 1367 et fut incorporée dans les pays de la couronne de Bohême. En 1448, la ville est occupée par les forces de l'électeur Frédéric II de Brandebourg.
C'est dans la ville de Lübben qu'est mort en 1676 Paul Gerhardt, un théologien luthérien, fidèle disciple de Martin Luther. L'église de Lübben porte son nom.
Durant la seconde guerre mondiale, un camp de prisonniers (Oflag III-C) fut construit à Lübben où furent internés des officiers français capturés lors de la débâcle de 1940.

## Architecture

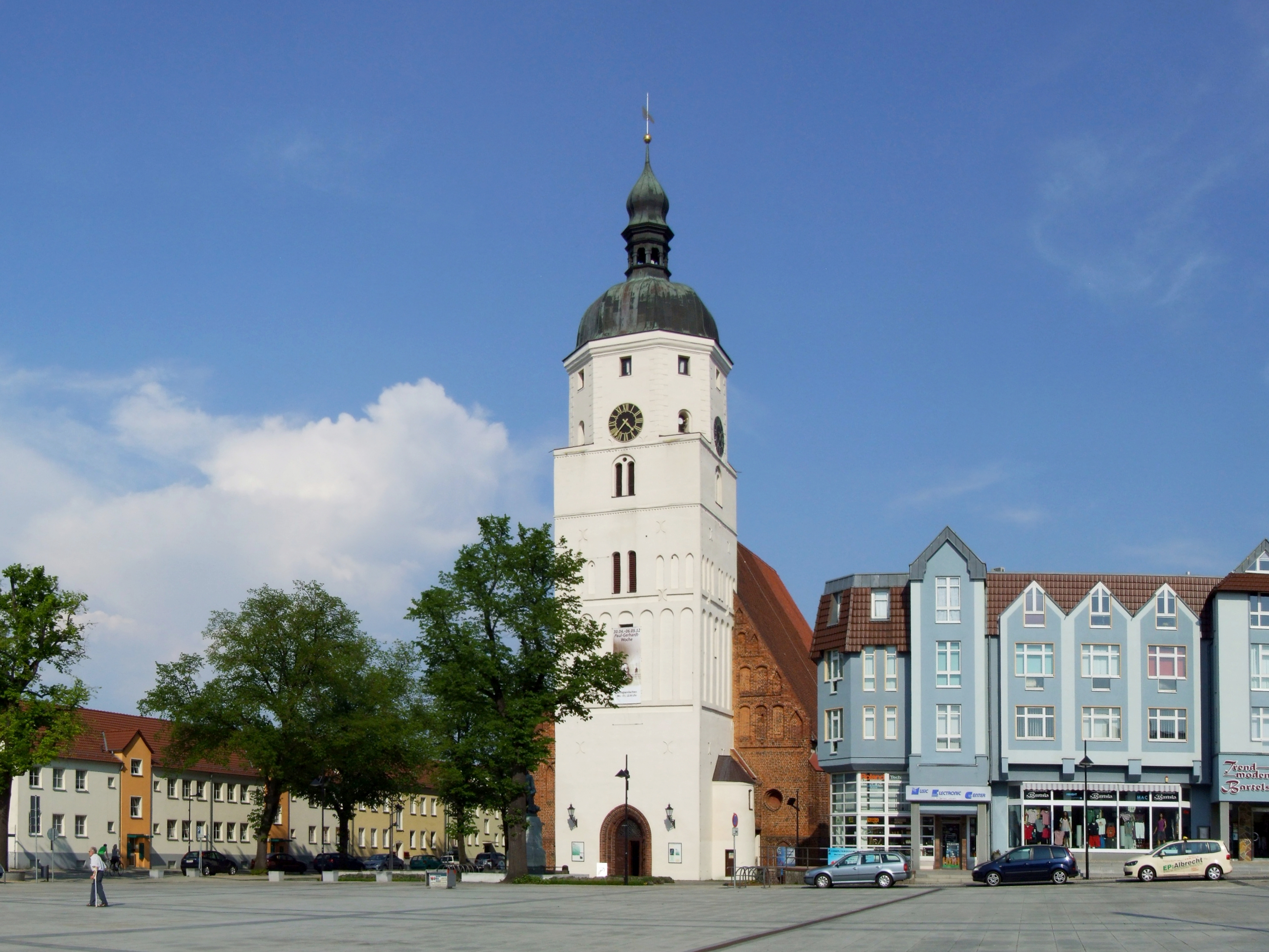
L'église Paul Gerhardt de Lübben.
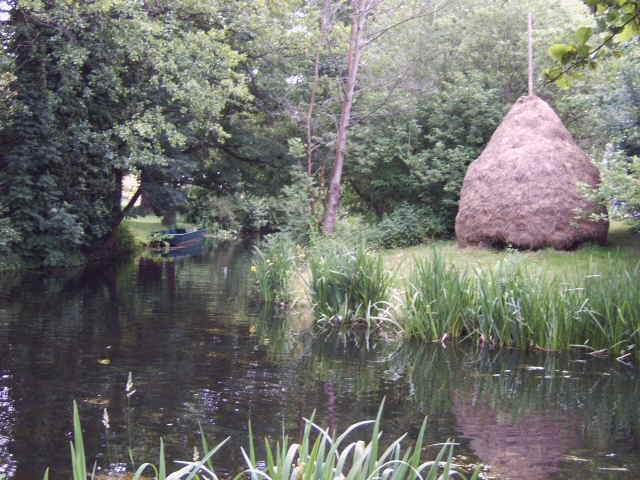
Canaux du Spreewald.

- Château de Lübben, datant du Moyen Âge et du XVIIe siècle
- Église luthérienne
- Manoir Neuhaus

## Personnalités
- Karin Büttner-Janz, gymnaste allemande, est née à Hartmannsdorf dans la région de Lübben.
- Sylvio Kroll, gymnaste allemand, est né à Lübben.
- Karl Otto von Manteuffel, homme politique, est né à Lübben.
- Otto Theodor von Manteuffel, homme politique, est né à Lübben.
- Hermann Wilhelm Rudolf Marloth, botaniste sud-africain, est né à Lübben.
- Dietrich von Roeder, général d'infanterie allemand, est né à Lübben.
- Thorsten Rund, coureur cycliste allemand, est né à Lübben.
- Ingo Spelly, céiste allemand, est né à Lübben.
- We Butter The Bread With Butter, groupe de Deathcore électronique.
- Hans Walter Gruhle, psychiatre est né à Lübben.

## Démographie
- Évolution de la population dans les limites actuelles. -- Ligne bleue : population ; ligne pointillée : comparaison avec le développement de Brandebourg -- Fond gris : période du régime nazie ; fond rouge : période du régime communiste.
- Évolution récente (ligne bleue) et prévisions sur l'effectif de résidents.

| Année | Population |
| ----- | ---------- |
| 1875  | 9 168      |
| 1890  | 10 140     |
| 1910  | 12 370     |
| 1925  | 11 992     |
| 1933  | 12 018     |
| 1939  | 12 337     |
| 1946  | 12 726     |
| 1950  | 12 245     |
| 1964  | 14 717     |
| 1971  | 15 274     |

| Année | Population |
| ----- | ---------- |
| 1981  | 15 727     |
| 1985  | 15 829     |
| 1989  | 15 712     |
| 1990  | 15 495     |
| 1991  | 15 257     |
| 1992  | 15 262     |
| 1993  | 15 139     |
| 1994  | 15 202     |
| 1995  | 15 091     |
| 1996  | 15 070     |

| Année | Population |
| ----- | ---------- |
| 1997  | 15 054     |
| 1998  | 14 998     |
| 1999  | 15 095     |
| 2000  | 15 025     |
| 2001  | 14 845     |
| 2002  | 14 897     |
| 2003  | 14 807     |
| 2004  | 14 751     |
| 2005  | 14 627     |
| 2006  | 14 557     |

| Année | Population |
| ----- | ---------- |
| 2007  | 14 346     |
| 2008  | 14 250     |
| 2009  | 14 179     |
| 2010  | 14 122     |
| 2011  | 13 869     |
| 2012  | 13 815     |
| 2013  | 13 707     |
| 2014  | 13 672     |
| 2015  | 13 824     |
| 2016  | 13 861     |

| Année | Population |
| ----- | ---------- |
| 2017  | 13 964     |
| 2018  | 14 024     |
| 2019  | 14 022     |
| 2020  | 14 036     |

Les sources de données se trouvent en détail dans les Wikimedia Commons.